# Park Narodowy Augrabies Falls
Park Narodowy Augrabies Falls (ang. Augrabies Falls National Park) – park narodowy położony w Południowej Afryce, w Prowincji Przylądkowej Północnej, około 120 kilometrów na zachód od Upington.
Park Narodowy Augrabies Falls powstał w roku 1966, jego powierzchnia wynosi 55 383 ha i rozciąga się po południowej i północnej stronie rzeki Oranje.

## Warunki naturalne
W tym, bardzo suchym środowisku, rzeka Oranje spada 56-metrowym wodospadem do głębokiego wąwozu wyżłobionego w granitowym podłożu, a następnie serią kaskad i katarakt jeszcze 35 metrów, tworząc w powietrzu kolumnę drobinek wody, spowijającą okolice gęstą mgłą.
Przez następne 18 km, przełom obniża się o dodatkowe 200 m. Stanowi to przykład erozji granitowych skał. Dwa jeziorka pod wodospadem mają co najmniej 130 m głębokości i legenda mówi kryją w sobie ogromne ilości diamentów, niestety z powodu szybkiego nurtu wody, wydobycie ich jest bardzo trudne.
Koczownicze plemiona Khoikhoi nazywały wodospad Ankoerebis, czyli Miejsce Wielkiego Hałasu.

## Fauna i flora
Z łatwością można spotkać, wygrzewające się na skałach kolorowe jaszczurki Platysaurus capensis. Występuje tutaj mniej zwierząt niż w innych parkach narodowych RPA, choć można spotkać wiele mniejszych gatunków antylop takich jak szpringboki i koziołki skalne. Największe zwierzęta jakie można tu spotkać to czarne nosorożce. Bardzo popularne są oswojone góralki skalne. Charakterystyczne ptaki to Bielik afrykański i czarny orzeł Verreauxa.
Najbardziej charakterystyczną rośliną jest gigantyczny gatunek aloesu (Aloe dichotoma) znany pod nazwą drzewo kokerboom. Może ono doskonale znieść brak wody i ekstremalne anomalie temperatur.

## Turystyka
Popularny jest trzydniowy Szlak Koziołków Skalnych (ang. Klipspinger Hiking Trail), zamykany w czasie największych upałów.
W obozowisku można zamawiać miejsca na nocne wycieczki samochodami terenowymi i wyjazdy do części parku niedostępnych dla indywidualnych turystów, gdzie żyją czarne nosorożce.
Organizowane są spływy pontonowe na 8-kilometrowym odcinku rzeki z pięcioma kataraktami o II i III stopniu trudności.